# Прапор Острова Різдва
Прапор Острова Різдва — офіційний прапор австралійської території в Індійському океані, Острів Різдва. Неофіційно прийнятий в 1986 році, після перемоги на конкурсі. Автором прапора є Тоні Коуч (англ. Tony Couch) з Сіднея (Австралія). Прапор отримав офіційний статус в 2002 році.
Прапор є синьо-зеленим діагональним біколором. На синій частині прапора розташоване сузір'я Південний Хрест, на зеленій — місцевий тропічний птах «золотий боцман» (лат. Phaethon lepturus fulvus, англ. Golden Bosun), різновид білохвостого фаетона. У центрі прапора розташований контур острова зеленого кольору у жовтому диску.

## Історія
У 1986 році Асамблея острова Різдва оголосила конкурс на найкращий проєкт прапора і герба території. Був встановлений призовий фонд у розмірі $ 100. Переміг проєкт Тоні Коуча, житель Сіднея, який раніше працював на острові Різдва. Новий прапор був представлено 14 квітня 1986 року. Перша спроба зробити прапор офіційним сталася в 1995 році, проте вона виявилася невдалою. Згодом, у 2001 році, це питання було вирішене. У День Австралії (26 січня) 2002 р. прапор був оголошений офіційним прапор Острова Різдва.

## Символізм
Синє поле уособлює море, яке оточує острів, зелене поле — пишну рослинність острова. Південний хрест уособлює зв'язок з Австралією, а також його розташування в південній півкулі. Птах «золотий боцман» — мешканець острова. Жовтий диск являє собою історію видобутку фосфоритів на острові.